# Cyro de Mattos
Cyro Pereira de Mattos ou simplesmente Cyro de Mattos (Itabuna, 31 de janeiro de 1939) jornalista, advogado, contista, novelista, romancista, poeta, ensaísta. "Realmente um escritor brasileiríssimo pela temática e pela linguagem. O tema é o povo brasileiro mais humilde e típico e a linguagem, depurada, exata, amplia a dramaticidade da ação, impedindo qualquer vulgaridade de sentimento."

## Biografia
Cyro Pereira de Mattos nasceu em Itabuna, em 31 de janeiro de 1939, filho de Augusto José de Mattos e Josefina Pereira de Mattos. Em 1962 foi diplomado em advocacia pela Faculdade de Direito da Universidade Federal da Bahia. Foi redator do Diário de Notícias, Jornal do Comércio e O Jornal, no Rio de Janeiro; de 1966 a 1971, colaborou com artigos e contos na revista A Cigarra, Cadernos Brasileiros e Leitura e no Suplemento do Livro do Jornal do Brasil. Depois passou a colaborar na Revista da Bahia (Salvador), Exu (Fundação Casa de Jorge Amado), Quinto Império (Gabinete Português de Leitura da Bahia), Cultural A Tarde (Jornal A Tarde, Salvador) O Escritor (União Brasileira de Escritores, São Paulo). Colaborou com o Jornal A Tarde, Jornal da Manhã (Sergipe), Tribuna do Escritor, RioArtes (Rio de Janeiro), Suplemento Literário de Minas Gerais (Belo Horizonte), Revista de Literatura Brasileira (São Paulo) e Literatura (Brasília).
É verbete no Novo Dicionário da Língua Portuguesa, de Aurélio Buarque de Holanda Ferreira; Dicionário Literário Brasileiro, de Raimundo de Menezes; Enciclopédia de Literatura Brasileira, de Afrânio Coutinho; Literatura e Linguagem, de Nelly Novaes Coelho; Navegação de Cabotagem, de Jorge Amado; “Bibliografia Crítica do Conto Brasileiro”, de Celuta Moreira Gomes e Theresa da Silva Aguiar, e “Enciclopédia Barsa”. É advogado aposentado depois de militar durante 40 anos nas comarcas da região cacaueira da Bahia.
Já publicou mais de 60 livros, de diversos gêneros, bem como organizou dez antologias e coletâneas. É também editado em Portugal, Itália, França, Espanha, Alemanha, Dinamarca, Rússia e Estados Unidos. Possui prêmios literários no Brasil e exterior, e, entre eles, o Prêmio Nacional de Ficção Afonso Arinos, da Academia Brasileira de Letras, com o livro  "Os Brabos"; Prêmio Jabuti (menção honrosa), para o livro "Os Recuados", Prêmio da APCA para o livro infantil “O Menino Camelô, Prêmio Nacional de Poesia Ribeiro Couto, com o livro “Cancioneiro do Cacau”, Prêmio Nacional de Ficção Pen Clube do Brasil para o romance “Os Ventos Gemedores” e Prêmio Nacional Cidade de Manaus, para o livro “ Histórias de Encanto e Espanto”, dez vezes primeiro lugar nos concursos literários da União Brasileira de Escritores (Rio). Obteve o segundo lugar para obra publicada no Concurso Internacional de Literatura Maestrale Marengo d’Oro, Gênova, Itália, com o livro “Cancioneiro do Cacau” e segundo lugar para obra inédita com o livro “Poemas escolhidos/Poesie scelte”. Foi um dos quatro finalistas do Prêmio Internacional de Literatura da Revista Plural, no México, com a noveleta “Coronel, Cacaueiro e Travessia”. Em 2020 recebeu o Prêmio Conjunto de Obra da Academia de Letras da Bahia e Eletrogóes. É membro do Pen Clube do Brasil. Primeiro Doutor Honoris Causa da Universidade Estadual de Santa Cruz (Bahia). Premiado com a Medalha Zumbi dos Palmares pela Câmara Municipal de Salvador (2020) e com a Comenda Dois de Julho da Assembleia Legislativa do Estado da Bahia (2023).
Participou como convidado do III Encontro Internacional de Poetas da Universidade de Coimbra, em Portugal, 1998, Feira do Livro de Frankfurt, em 2010,  XVI Encontro de Poetas Iberoamericanos de Salamanca, Espanha, em 2013, e Festa Literária Internacional de Cachoeira (Fliquinha), Bahia,  em 2014.
Conquistou o Prêmio Casa das Américas cubano de 2023 com o livro Infância com Bicho e Pesadelo e Outras Histórias, “por ser um livro que absorve o leitor com suas narrações poéticas de uma inquietante leveza”.

## Acadêmico
Membro da cadeira 22 da Academia de Letras da Bahia. Membro das Academias de Letras de Ilhéus e Itabuna.

## Livros
- Os Brabos, novelas, Civilização Brasileira, Rio de Janeiro, 1979.
- Cantiga Grapiúna, poesia, Edições GRD, São Paulo, 1981.
- No Lado Azul da Canção, poesia, Editora Cátedra, Rio, 1984.
- Lavrador Inventivo, poesia, Editora Cátedra, Rio, 1984.
- Duas Narrativas Rústicas, ficção, Editora Cátedra, Rio, 1985.
- Os Recuados, contos, Editora Tchê!, Porto Alegre, 1987.
- Viagrária, poesia,  Roswitha Kempf Editores, São Paulo, 1988.
- O Menino Camelô, infantil, Atual Editora, São Paulo, 1991.
- Palhaço Bom de Briga, infantil, Editora L&PM, Porto Alegre, 1993.
- O Circo do Cacareco, infantil, Atual Editora, São Paulo, 1998.
- O Mar na Rua Chile, crônicas, Editus (UESC), Ilhéus, Bahia, 1999. Finalista do Jabuti.
- Cancioneiro do Cacau, poesia, Ediouro, Rio, 2002. Finalista do Jabuti.
- Os Enganos Cativantes, poesia, Fundação Cultural do Estado da Bahia, Salvador, 2002.
- Vinte Poemas do Rio, português-inglês, Editus, Editora da UESC, Ilhéus, Bahia, 2003.
- Canto a Nossa Senhora das Matas, poesia, português-alemão, Fundação Casa de Jorge Amado, Salvador, 2004.
- O Goleiro Leleta, infanto-juvenil, Editora Saraiva, São Paulo, 2005.
- De Cacau e Água, poesia, Edições Macunaíma, Salvador, 2006.
- Alma Mais que Tudo, poesia, Editora LGE,  Brasília, 2006.
- Poemas Escolhidos, Editora Escrituras, São Paulo, 2007.
- O Menino e o Boi do Menino, infantil, Editora Biruta, São Paulo, 2007.
- O Menino e o Trio Elétrico, infantil, Atual Editora, São Paulo, 2007.
- Roda da Infância, novela, Editora Dimensão, Belo Horizonte, 2009.
- Histórias do mundo que se foi, Editora Saraiva, São Paulo, 2009.
- O Velho Campo da Desportiva, crônicas, Editora LGE, Brasília, 2010.
- Vinte e Um Poemas de Amor, Dobra Editorial, São Paulo, 2011.
- Lorotas, Caretas e Piruetas, infantil, Editora RHJ, Belo Horizonte, 2011.
- Natal das Crianças Negras, narrativa, livro. Com Editora, Lauro de Freitas, Bahia, 2012.
- Berro de Fogo e Outras Histórias, Editus, Ilhéus, Bahia, 2013.
- Ecológico, poesia, EDUNEB, Salvador, 2013.
- Onde Estou e Sou, poesia, português-espanhol, Editora LER, Brasília, 2013.
- Um Grapiúna em Frankfurt, crônicas, Dobra Editorial, São Paulo, 2013.
- A Casa Verde e Outros Poemas, Editora Mondrongo, Itabuna, Bahia, 2014.
- O Que Eu Vi por Aí, infantil, Editora Biruta, São Paulo, 2014.
- Oratório de Natal, infantil,  Editora Duna Dueto, São Paulo, 2014.
- Os Ventos Gemedores, romance, Editora Letra Selvagem, Taubaté, São Paulo, 2014.
- Fissuras e Rupturas: Verdades, contos, Editora Via Litterarum, Ibicaraí, Bahia, 2015.
- Poemas da Terra e do Rio, português-inglês, Editora Via Litterarum, 2015.
- O Circo no Quintal, infantil, Editora Via Litterarum, 2015.
- Minha Feira Tudo Tem Como Onda Vai Vem, infantil, Editora Via Litterarum, 2015.
- Minha Turma Agora Dorme, infantil, Editora Via Litterarum, 2015.
- A Anotação e a Escrita, ensaio, Via Litterarum, 2016.
- O Velho e o Velho Rio, contos e novelas, Editora Escrituras, São Paulo, 2016.
- Todo o Peso Terrestre, contos, Editora Mondrongo, Itabuna, 2017.
- As Criações de Adonias Filho, ensaio,  Publicações da Academia Brasileira de Letras,  Rio, 2017.
- Histórias de Encanto e Espanto, Editora Penalux, São Paulo, 2019.
- Poemas de Terreiro e Orixás, Edições Mazza, Belo Horizonte, 2019.
- Infância com Bicho e Pesadelo e Outras Histórias, edição da Academia de Letras da Bahia e Assembleia Legislativa da Bahia, Salvador, 2020. Prêmio Literário Casa das Américas 2023.
- Prosa e Poesia no Sul da Bahia, um testemunho crítico,  ensaio, Editora Via Litterarum, Ibicaraí, Bahia, 2020.
- Nada Era Melhor, romance da infância, Editus, editora da UESC, Ilhéus, Bahia, 2020.
- Pequenos Corações, contos, Editus, editora da UESC, Ilhéus, Bahia, 2020.
- O Discurso do Rio, poesia, Editus, editora da UESC, Ilhéus, Bahia, 2020.
- Devoto do Campo, poesia,  Editus, editora da UESC, Ilhéus, Bahia, 2020.
- Canto até Hoje, obra poética completa, Fundação Casa de Jorge Amado, Salvador, Bahia, 2021.
- Kafka Faulkner Borges e Outras Solidões Imaginadas, EDUEM - Editora da Universidade Estadual de Maringá, Maringá, PR, 2021.
- Gabriel García Márquez e Outras Crônicas, Editus, editora da UESC, Ilhéus, Bahia, 2021.
- Guitarra de Salamanca, poesia, edição bilíngue português-espanhol, Editora Espelho D'Alma, São Paulo, 2021.
- Poesia de Calça Curta, infantil, Editus (UESC), Ilhéus, Bahia, 2022. Coleção O Menino Poeta.
- Existe Bicho Bobo?, infantil, Editus (UESC), Ilhéus, Bahia, 2022. Coleção O Menino Poeta.
- Responda Certo Se For Esperto, infantil, Editus (UESC), Ilhéus, Bahia, 2022. Coleção O Menino Poeta.
- A Poesia É Um Mar Venha Comigo Navegar, infantil, Editus (UESC), Ilhéus, Bahia, 2022. Coleção O Menino Poeta.
- Tiquinho de Ternura, infantil, Editus (UESC), Ilhéus, Bahia, 2022. Coleção O Menino Poeta.
- Os Saberes nas Narrativas de Jorge Amado, ensaio, Fundação da Casa de Jorge Amado/Editora da Assembleia  Legislativa Estadual da Bahia, Salvador, Bahia, 2022.
- República Pinapá do Piripicado, romance transgressivo, Editora Via Litterarum, Itabuna, Bahia, 2022.
- Águas de meu rio, poesia, editora Ibis Libris, Rio de Janeiro, 2022.
- Capanga de Sonetos, poesia, editora Via Litterarum, Ibicaraí, Bahia, 2023.
- Infância com Bicho e Pesadelo e Outras Histórias, Editora Almedina do Brasil, 2023.
- Histórias Brasileiras, Mazza Edições, Belo Horizonte, 2023.
- Do Menino Se Fez o Homem, romance, Fundação Casa de Jorge Amado, Selo Casa de Palavras, Salvador, 2024.
- Zurububuruna, poesia, Editora Batel, Rio de Janeiro, 2024.
- O Mundo É Uma Criança com Palhaço e Lambança, poesia infantil, ilustrações de Ângelo Roberto, Editora Mondrongo, selo Mondronguinho, Itabuna, 2024.
- A Mulher que Virou Beija-Flor e Outras Histórias, Editora Via Litterarum, Itabuna, 2025.

NO EXTERIOR
- Vinte poemas do rio, edição inglês-português, tradução de Manuel Portela, Editora Palimage, Coimbra, Portugal, 2005.
- Ecológico, antologia, Editora Palimage, Coimbra, Portugal, 2006.
- Poetry, tradutor Fred Ellison. In ”The Dirty Goat”,  nº 17, editores Joe Bratcher e Elzbieta Szoka,  Host Publications, Austin, Texas, USA. 2007.
- Poesie della Bahia/Poesia da Bahia, antologia, bilíngüe, tradução de Mirella Abriani, Editora Runde Taarn, Varese, Itália, 2008.
- Zwanzig Gedichte von rio und andere Gedichte, antologia, tradução de Curt Meyer Clason, Projekte-Verlag, Halle, Alemanha, 2009.
- Canti della terra e dell’acqua/Cantos da terra e da água, antologia, tradução de Mirella Abriani, Editora Romar, Milão, Itália, 2010, Prêmio Internacional Leodegário Azevedo Filho da União Brasileira de Escritores, Rio de Janeiro, 2010.
- De tes instants dans le poème/De teus instantes no poema, antologia, tradução de Pedro Vianna,  Editions du Cygne, Coleção Poesia do Mundo, Paris, 2012, Prêmio Internacional Jean Paul Mestas da União Brasileira de Escritores, Rio de janeiro, 2013.
- Il bambino e il trio elétrico, tradução de Mirella Abriani, Editora Romar, Milão, Itália, 2013. Premio Maria Alice de Lucas da União Brasileira de Escritores, Rio de Janeiro, 2008.
- Vinte e um poemas de amor, Editora Palimage, Coimbra, Portugal, 2013.
- Poemas ibero-americanos,  Palimage, Portugal, 2016.
- Poesie brasiliane della Bahia, tradução de Mirella Abriani, Editore Aracne, Roma, 2017.
- Donde estoy y soy, tradução de Alfredo Pérez Alencart, Editorial Verbum, Madri, 2017.
- Il bambino camelô, tradução de Antonella Rita Roscili, Editora Aracne, Roma, 2018. Premio Associação Paulista dos Críticos de Arte, 2001.
- Natale dei Bambini Neri, racconto, tradução de Mirella Abriani, Editora Aracne, Roma, 2018.
- O Discurso do Rio, poesia, Editora Palimage, Coimbra, Portugal, 2020.
- Guitarra de Salamanca, poesia, edição bilíngue português-espanhol, Editorial Verbum, Madrid, 2022.
- Infância com Bicho e Pesadelo e Outras Histórias, Editora Almedina de Portugal, versão digital, Ebook, Coimbra, Portugal, 2023.
- Águas de meu rio, poesia, Palimage, Coimbra, 2024.
- Infancia con Animal y Pesadilla y Otras Historias,  Fondo Editorial Casa de las A mericas, Havana, Cuba, 2024.